# Алёшина, Лидия Ивановна
Лидия Ивановна Алёшина (16 декабря 1924, Ленинград — 28 октября 2011, Москва) — советский деятель телевидения, главный редактор творческого объединения «Лентелефильм» в 1970—1980-х годах. Заслуженный работник культуры РСФСР (1978).

## Биография
Родилась в 1924 году в Ленинграде.
Во время Великой Отечественной войны пережила блокаду Ленинграда, в 1941 году перешла в 10-й класс, как и другие школьники-старшеклассники, научилась гасить зажигательные бомбы. Оставив школу и стала работать в электротехнической артели «Автопровод», где в то время делали детали для военной техники. В августе 1942 артель эвакуировали в город Подольск Московской области. Работала в артели до конца войны. Одновременно училась в вечерней школе, которую закончила с золотой медалью. Награждена медалью «За оборону Ленинграда». В мае 1945 года принята в ВКП(б).
После войны поступила в Ленинградский университетна отделение журналистики филологического факультета, который окончила в 1951 году.
В 1952—1967 годах работала редактором на Ленинградском радио. С 1958 года член Союза журналистов СССР.
В 1968 году при создании творческого объединения «Лентелефильм» назначена его главным редактором.
Как правило, сама осуществляла редактирование художественных телефильмов объединения. Автор сценариев нескольких документальных телефильмов.
Член Союза кинематографистов СССР (1978). Заслуженный работник культуры РСФСР (1978).

Долгие годы она возглавляла один из самых замечательных коллективов Лентелевидения — ТО «Лентелефильм», пик деятельности которого пришёлся на 70-80-е годы.— Литературная газета

Хороший я была руководитель или плохой — не мне судить. Но мне было грустно, что после меня «Лентелефильм» возглавляли те, про которых чаще всего говорили — «временщики». В итоге все развалили.

Смотрю только канал «Культура». Остальные каналы все время снижают и снижают планку творчества, нравственности, этики. Мне такое телевидение не близко.— Лидия Алёшина, 2008 год
В конце 1980-х годов с началом «перестройки» ушла с должности, несколько лет работала в издательстве «Детская литература», была редактором альманаха «Глобус».
В 1990-х переехала в Москву, где сотрудничала с разными редакциями, автор статей по истории телевидения СССР.
Выпустила мемуарных книги: «Первый выход» (Лениздат, 1980), «На всю оставшуюся жизнь» (2004), «Миллион за улыбку» (2008), в которых обобщила свой жизненный и творческий опыт.
Умерла в 2011 году в Москве.
Дочь также стала редактором на телевидении, работает на канале «НТВ-Плюс».